# Абрам'юк Ольга Василівна
Ольга Василівна Абрам'юк (псевдо: «Бараболька», «Оксана», «142-Уа»; нар. 13 серпня 1925, смт Делятин, Надвірнянський район, Івано-Франківська область — пом. 10 лютого 1951, біля смт Єзупіль, Тисменицький район, Івано-Франківська область) — воячка УПА. Лицарка Бронзового хреста заслуги.

## Життєпис

На світлині провідниці ОУНР (зліва направо): Ганна Остап'юк-«Тирса», Ліда Костик-«Мар'яна», Марія Скрентович-«Звенислава» та Ольга Абрам'юк-«Бараболька»/«Оксана»

Членкиня ОУНР. Працювала секретаркою українського комітету в Делятині. З 1944 року в підпіллі. 
Друкарка та секретарка референтури СБ Станиславівського окружного проводу ОУН (1944—1947), друкарка референтури СБ Надвірнянського надрайонного проводу ОУН (1947—1948), керівниця техланки референтури пропаганди Товмацького (Тлумацького) надрайонного проводу ОУН (1949-02.1951)
Загинула у сутичці з опергрупою відділу 2-Н УМДБ Станіславської області в урочищі Бійне поблизу селища Єзупіль.

## Нагороди
- Згідно з Наказом Головного військового штабу УПА ч. 1/48 від 12.06.1948 р. друкарка референтури СБ Надвірнянського надрайонного проводу ОУН Ольга Абрам'юк – «Оксана» відзначена Бронзовим хрестом заслуги УПА.